# The War of Independence
The War of Independence er en Pulitzer Prize-vindende bog, skrevet af den amerikanske historiker Claude H. Van Tyne. Bogen blev udgivet i 1929. Den forklarer historien og årsagerne til Den Amerikanske uafhængighedskrig. Van Tyne vandt Pulitzer Prize for hans bog i 1930.